# 稲村利幸
稲村 利幸（いなむら としゆき、1935年10月29日 - ）は、日本の政治家。自由民主党所属の元衆議院議員（8期）。

## 経歴
栃木県足利市出身。1954年、栃木県立足利高等学校卒業。 高校時代から政治家を志し、旧栃木2区選出の自由民主党衆議院議員小平久雄の事務所などに出入りする。1958年、学習院大学政経学部政治学科卒業。
政界に人脈を広げるために雄弁会に入会しようと考え、早稲田大学政治経済学部経済学科に学士入学。1961年、早稲田大学政治経済学部卒業。早大在学中、三木武夫の秘書として活動。大学卒業後、小平の秘書となる。
1963年、第30回衆議院議員総選挙に旧栃木2区から自由民主党公認で立候補し落選。1965年、小平が労働大臣に就任。労働大臣秘書官となる。1967年の第31回衆議院議員総選挙も自民党公認で立候補するも落選。伯父二人が地元の企業経営者で、地域のリーダー格であった。うち一人の伯父は足利商工会議所会頭も務めていた。政治活動開始当初これらの親戚から資金援助を受けていた。
1969年、第32回衆議院議員総選挙に旧栃木2区から無所属で立候補し初当選。自民党から追加公認される。同期当選だった小坂徳三郎が結成した派閥横断の政策集団「新風政治研究会」に綿貫民輔・中山利生・西銘順治らとともに参加。
1974年、三木内閣で郵政政務次官に就任。1977年、福田改造内閣で大蔵政務次官に就任。
自民党内では当初船田派に属していたが、船田派解散後は最大派閥の田中派に入会。1986年、第3次中曽根内閣の環境庁長官として初入閣。
1987年7月、経世会が結成され、田中派が竹下派（経世会）、二階堂グループ、中立系に3分裂した際は残留し、二階堂グループに所属した。その後、渡辺派に移った。

## 巨額脱税事件
- 1987年6月頃から、仕手筋集団「光進」による国際航業株買い占め、乗っ取り攻防が発生（光進事件）。当時の金融緩和政策を背景に、国際航業元役員らの株価急騰に便乗した株売買、不正融資、売却益の脱税が行われる。当時環境庁長官だった稲村も仕手戦に参入。長官室や公用車の電話を使い、年間三百数十回もの株式投資、株売買を繰り返す。「光進」は一時国際航業の経営権を握る。稲村は「光進」から仕手情報を入手し、値上がり確実な状況で国際航業株を「光進」と相対取引、税金の還付請求も行い、総額約28億円の利益を得た。
- 1990年、株取引で得た利益約28億円の所得を隠し、17億円を脱税した容疑で東京地検特捜部の取調べを受ける。
- 1990年12月、在宅のまま起訴される。
- 1991年1月18日、議員辞職[4]。
- 1997年7月4日、最高裁判所の上告審で懲役3年、罰金3億円の有罪が確定。
- 現在は既に刑期を終え出所している。政界には関わっていない。

## 著書
- 『熱き涙節度ある自由 一議員の体験的人生論』　1983年1月　新財経研究会